# Île Mbiye
L’île Mbiye  est une île sur le Lwalaba (fleuve Congo). Elle fait partie de l'entite administrative et politique de la commune Kisangani située près de l'équateur à 0° 31' de latitude Nord et 25° 11' de longitude avec 390 m d'altitude  à la République démocratique du Congo, en Afrique centrale. Elle est située en amont du fleuve Congo dans la partie Est de la ville de Kisangani, avant les rapides et les chutes Boyoma ou Wagenia après l'île Tundulu. Elle mesure plus de 10 km en longueur.
L'île Mbiye est une aire protégée instituée par l'état congolais à travers le Ministère de l'environnement, Conservation de la Nature et Tourisme en lui attribuant le statut d'un sanctuaire par l'arrêté ministériel No 029/ CAB/ MIN-T/00/JEB/08 du 11 août 2008, portant création des sanctuaires en République Démocratique du Congo (RDC). Les buts poursuivis par la création de ces types d'espaces sont d'une part de réglementer l'utilisation des ressources naturelles, d'autre part, de promouvoir le tourisme au sein du site.
Elle s'étend actuellement sur une superficie de 6 360 m2 et environ sont 6 villages construits, il s'agit de : PUKU MAFI, KOLM, PUKU LIKU, BATIABETUWA, MONT NGALIEMA, et BAKENDI.

## Historique de l'île Mbiye
L'île Mbiye fût un domaine qui appartenait à un groupe de clan de la tribu lengola venu de l'amont du fleuve Congo, vers le territoire d'Ubundu. Ce peuple cultivateur partageait depuis lors la gestion de cette île avec leurs oncles traditionnels les wagenias, peuples pêcheurs occupants la partie aval de l'île Mbiye pour couper les bois leur permettant de soutenir les grosses nasses de pêche au niveau des chutes Wagenia.
Durant plusieurs décennies, ces peuples autochtones ont su conserver l'île Mbiye sans dégât jusqu'autour des années quatre-vingt, où l'on remarquait que l'île Mbiye gardait plus ou moins toutes ses forêts intactes. Les raisons de cette bonne conservation étaient liées aux différents bénéfices qu'ils tiraient de cette forêt entre autres l'agriculture de subsistance, la récolte de plusieurs produits forestiers non ligneux parmi lesquels : chenilles, escargots, champignons, plusieurs fruits sauvages comestibles, les poissons, la viande et quelque rares animaux encore retrouvables (Cephalophes, Aulacodes, Primates, Civettes…) et plusieurs légumes sauvage comme ( Gnetum) et autres.

## Caractéristiques climatique
Située à proximité de la ville de Kisangani, l'île Mbiye bénéfice globalement du climat de cette dernière qui est un climat équatorial appartenant au type 'Afi' de la classification de KÖPPEN. Dans ce système de classification 'A' désigne un climat chaud avec température moyenne annuelle supérieure à 18 °C ; 'f' le climat humide dont la pluviosite est repartie sur toute l'année, c'est-à-dire sans saison sèche absolue et dont la hauteur mensuelle de pluie du mois le plus sec est supérieure à 60 mm et 'i' indiqur une tres faible amplitude thermique (< 5 °C).
De par sa position au sein du fleuve Congo et son couvert végétal, l'île Mbiye pourrait avoir un microclimat propre à elle, mais qui n'est pas encore étudié.

## Végétation

### Forêt à terre ferme
L'étude de la végétation de cette forêt a fait reconnaitre trois formations principales : la forêt à Scorophloeus zenkeri ( Louis 1947); la forêt à Gilbertiodendron dewevrie ( Germain 1960); la forêt à Brachytegia laurentii ( Germain et Evrard 1956). Cependant, seule la formation à Scorodophloeus zenkeri selon Mandango (1982). cette formation presente le cortège floristique suivant :         
a) Strate arborescente cette strate est dominée par les espèces ci-après : Blighia welwitschii (Sapindaceae), Pterygodium (Caesalpiniaceae), Entandophragma utile (Meliaceae), Pterocarpus soyauxii (Fabaceae).
b) Strate arbustive peu encombrée de l'île Mbiye est dominée par les essences végétales suivantes : Alchornea floribunda (Euphorbiaceae), Anonidium manii (Annonaceae), Cola grisciflora (Sterculiaceae), Dialium pachyphyllum (Caesalpiniaceae), Gnetum africanum (Gnetaceae), Staudtia gabonensis (Myristicaceae).
c) Strate herbacée cette strate est caractérisée par des essences végétales suivantes : Forrestia tanuis (Commelinaceae), Leptaspis cochleata (Poaceae), Palisota schweinfurthi (Commelinaceae).

### Forêt à sol hydromorphe
Cet habitat est dominé par les espèces telles que Beilschmiedia gibertei (Lauraceae), Cleistantus mildbraedi (Euphorbiaceae), Palisota schwefurthii (Commelinaceae), Gilbertiodendron dewevrie (Caesalpiniaceae) et les lianes.

### Forêt périodiquement inondée
Les forêts  périodiquement inondées de l'ordre des Guibourtio- oubanguietali (Lebrun et Gilbert, 1954) sont des forêts à substrat alternativement inondé, exondé et dans ce dernier cas, un assèchement bien marqué. On rencontre dans l'aire des forêts denses humides climatiques, les sites recourent temporairement à une nappe d'eau provenant des crues annuelles du fleuve. Elles ont une physionomie et une composition floristique particulière. La plupart d'essences des forêts denses inondables sont héliophiles, sempervirentes et hydromorphores.

### Forêt marécageuse
Les espèces qui colonisent cet habitat sont notamment Alchomea cordifolia (Euphorbiaceae), Trachyphynium braunianum (Maranthaceae), Ipomoea ruben (Convolvulaceae) et Thaumatococcus danielli (Marantaceae).